# Australien i olympiska sommarspelen 1896
En deltagare, Edwin Flack, från den dåvarande brittiska kolonin Victoria i det som senare kom att bli Australien deltog vid de olympiska sommarspelen 1896 i Aten. Flack var född i England och bodde 1896 i London, men tillbringade större delen av sitt liv i Australien och han räknas därför av IOK som tävlande för Australien.
Flack deltog i fem olika grenar och vann medalj i tre av dessa. Dock räknas hans bronsmedalj i tennisens dubbelturnering till kombinationslag då han vann den tillsammans med britten George Stuart Robertson.

## Medaljer

### Guld
- Edwin Flack - Friidrott, 800 m
- Edwin Flack - Friidrott, 1500 m